# Право на азил
Право на азил или међународну заштиту је основно људско право које странцима, којима је одлуком надлежних органа одобрено право на уточиште или супсидијарну заштиту, омогућава да затраже заштиту у другој држави и да тамо легално бораве. Одлуку о додељивању правног статуса странаца у Републици Србији доноси Канцеларија за азил и, у зависности од природе претње којој би странац био изложен по повратку у земљу порекла, Канцеларија за азил може да додели један од два нивоа заштите: право на уточиште (статус избеглице) и право на субсидијарну заштиту.

## Контекст
Основу правне заштите избеглица, тј. особа које су биле приморане да напусте своју земљу порекла услед сукоба или прогона, даје Конвенција о статусу избеглица из 1951. године. Велики број земаља је ратификовао Конвенцију о статусу избеглица, а међу њима и Република Србија. Правни принципи заштите избеглица јесу део и других међународних, регионалних и националних правних инструмената, те „државе имају одговорност да избеглицама обезбеде сигурност од повратка у опасност, приступ ефикасним процедурама азила, мере да се осигура поштовање њихових људских права, док им се помаже да пронађу дугорочно решење“.
Највиши правни акт Републике Србије који начелно регулише питања заштите странаца који су у потреби за међународном заштитом је Устав Републике Србије. Законом о азилу и привременој заштити детаљније се уређују статус, права и обавезе тражилаца азила и лица којима је одобрено право на азил и привремену заштиту. Такође, овај закон прописује начела, услове и поступак за одобрење и престанак права на азил и привремену заштиту, као и друга питања која су од значаја за азил и привремену заштиту.

## Критеријуми за остваривање права на азил
Према одредбама Закона о азилу и привременој заштити, сви странци који се налазе на територији Републике Србије имају право да изразе намеру да поднесу захтев за азил или поднесу захтев за азил.
Критеријуми за остваривање права на азил су слични у свим европским земљама. Један од најчешћих критеријума јесте оправдан страх од повратка у земљу порекла због прогона или претњи насиљем, злостављањем, кажњавањем или кршењем права због неког личног својства (раса, националност, вероисповест, политичка уверења, пол, сексуална оријентација и родни идентитет, порекло итд.). Још један од критеријума на основу којег странац може затражити азил у Републици Србији јесте и ратно стање у земљи порекла, стање опште небезбедности, широко распрострањеног насиља или било ког другог разлога који лицу представља ризик од мучења и/или смртне казне, попут кажњавање због одбијања у учествовању у оружаним сукобима и др.

## Поступак азила
Поступак азила је уређен Законом о азилу и привременој заштити и представља поступак за стицање и престанак права на азил и других права лица која траже азил, тј. странца који је поднео захтев за азил на територији Републике Србије, а о чијем захтеву није донета коначна одлука.
Након изражене намере о подношењу захтева за азил, лица која сматрају да су у потреби за међународном заштитом пролазе кроз процедуру регистрације у полицији, Министарству унутрашњих послова Републике Србије. Следећи корак је подношење захтева за азил Канцеларији за азил Министарства унутрашњих послова. Министарство унутрашњих послова тражиоцима азила издаје званичан идентификациони документ - личну карту за тражиоце азила, као и евиденцијски број за странце (ЕБС) који има једнаку важност као и јединствени матични број грађана (ЈМБГ) за држављане и држављанке Републике Србије. Канцеларија за азил о сваком захтеву одлучује у року од 12 месеци од датума подношења захтева. У том периоду води се поступак који укључује детаљне интервјуе са лицем које је поднело захтев за азил. Поступак се окончава доношењем одлуке која може бити позитивна или негативна. Све одлуке у поступцима одобравања и престанка права на азил доноси Канцеларија за азил. У случају жалби на одлуке Канцеларије за азил, одлучује Комисија за азил. Комисију за азил чини осам чланова које именује Влада Републике Србије на четири године. У случају негативне одлуке, странац који је поднео захтев за азил има право на жалбу у року од 15 дана од датума примања одлуке са негативним исходом. Управни спор против коначних решења Комисије за азил може се покренути пред Уставним судом.

## Права која имају тражиоци азила
Тражиоци азила имају право да легално бораве и да се крећу на територији Републике Србије током поступка азила. Такође, имају право на личну карту за тражиоце азила, уз помоћ које могу да отворе рачун у банци и користе друге услуге и права која захтевају прилагање личног идентификационог документа. Тражиоцима азила је омогућено да бораве у центрима за азил и користе све услуге које центри пружају. У току боравка у центрима за азил, тражиоци азила су обавезни да поштују правила понашања која центри налажу. Тражиоци азила имају право на здравствену заштиту и лечење на територији Републике Србије, право да похађају основну и средњу школу, а могућа је и нострификација дипломе, односно признавање одређеног нивоа образовања које је странац стекао у земљи порекла или у другој земљи. Право на рад тражиоци азила стичу након шест месеци боравка у Републици Србији. Такође, Република Србија Уставом гарантује слободу вероисповести, што је тражиоцима азила значајно, јер им је ово право често ускраћено у земљама порекла.

## Права која имају лица којима је одобрен статус избеглице
Странци којима је одобрен статус избеглице (право на уточиште) могу легално да бораве у Републици Србији пет година, уз могућност продужења овог статуса. Омогућена им је слобода кретања и ван територије Републике Србије, уколико им је надлежни орган (Министарство унутрашњих послова Републике Србије) издао путни документ за избеглице. Странац са одобреним правом на уточиште има право на личну карту, али и право на издавање возачке дозволе, уколико је положио возачки испит у земљи порекла. Такође, са статусом избеглице, особа има право на здравствену заштиту и лечење, као и право на образовање које укључује, осим основног и средњег, и стицање факултетског образовања. Избеглице у Републици Србији имају право на рад, али и право да стекну покретну и непокретну имовину (кућу, стан, ауто и сл.) Уколико је странац са одобреним правом на уточиште у потреби, има право и на остваривање социјалне помоћи, као и других услуга социјалне заштите. Након три године, странци којима је одобрено право на уточиште у Републици Србији, могу да аплицирају и за стално настањење, што је пут ка добијању српског држављанства. Стицање држављанства је могућност, али не и обавеза Републике Србије. Особе којима је одобрено право на уточиште, у потпуности уживају право на слободу вероисповести.
Субсидијарна заштита странцима нуди слична права, али се додељује на период од једне године, са могућношћу продужетка.